# Regierung Vervoort III
Die Regierung Vervoort III ist die aktuelle Regierung der Region Brüssel-Hauptstadt. Sie amtiert seit dem 18. Juli 2019.
In der Legislaturperiode von 2014 bis 2019 gab es eine Koalition von drei französischsprachigen Parteien: Parti Socialiste (PS), Fédéralistes démocrates francophones (FDF) ab 2015 Démocrate Fédéraliste Indépendant (DéFI) und des Centre Démocrate Humaniste (cdH), sowie drei flämischsprachigen Parteien: den grünen Groen!, Vlaamse Liberalen en Democraten (Open VLD), Socialistische Partij Anders (sp.a) und Christen-Democratisch en Vlaams (CD&V). Ministerpräsident blieb der seit 2013 amtierende Rudi Vervoort (PS).
Nach der Wahl 2019 verließen cdH und CD&V die Regierung und wurden durch die beiden grünen Parteien Ecolo und Groen ersetzt. Rudi Vervoort blieb Ministerpräsident.

## Regierung
Die Regierung setzt sich aus fünf Ministern, einem sprachlich neutralen Ministerpräsidenten und je zwei französisch- bzw. flämischsprachigen Ministern zusammen. Dazu kommen drei Staatssekretäre, die im Gegensatz zu den Ministern Mitglieder des Parlaments sein müssen. Mindestens ein Staatssekretär muss der kleineren Sprachgruppe (der flämischen) angehören.
| Amt | Name                | Partei   | Beginn der Amtszeit | Ende der Amtszeit |
| --- | ------------------- | -------- | ------------------- | ----------------- |
| Ministerpräsident zuständig für Raumordnung, Stadterneuerung, Tourismus, Promotion von Brüssel und bikulturellen regionalen Interessen | Rudi Vervoort       | PS       | 18. Juli 2019       |                   |
| Ministerin für Mobilität, öffentliche Arbeiten und Verkehrssicherheit                                                                  | Elke Van den Brandt | Groen    | 18. Juli 2019       |                   |
| Minister für Klimawandel, Umwelt, Energie und partizipative Demokratie                                                                 | Alain Maron         | Ecolo    | 18. Juli 2019       |                   |
| Minister für Finanzen, Haushalt, dem Öffentlichen Dienst, Förderung der Vielsprachigkeit und es Images von Brüssel                     | Sven Gatz           | Open VLD | 18. Juli 2019       |                   |
| Minister für Beschäftigung, berufliche Weiterbildung, Digitalisierung und lokale Behörden                                              | Bernard Clerfayt    | DéFI     | 18. Juli 2019       |                   |
| Staatssekretärin für Wohnungsbau und Chancengleichheit                                                                                 | Nawal Ben Hamou     | PS       | 18. Juli 2019       |                   |
| Staatssekretär für Städtebau, Kulturerbe, europäische und internationale Beziehungen, Außenhandel, Brandbekämpfung und Notfallmedizin  | Pascal Smet         | sp.a     | 18. Juli 2019       |                   |
| Staatssekretärin für den wirtschaftlichen Wandel und wissenschaftliche Forschung                                                       | Barbara Trachte     | Ecolo    | 18. Juli 2019       |                   |

## Kollegium der französischen Gemeinschaftskommission
Dem Kollegium der französischen Gemeinschaftskommission gehören die französischsprachigen Mitglieder der Regierung an.
| Zuständigkeit | Name             | Partei | Beginn der Amtszeit | Ende der Amtszeit |
| --- | ---------------- | ------ | ------------------- | ----------------- |
| Vorsitzende, zuständig für Haushalt, den Öffentlichen Dienst und Familien                                                  | Barbara Trachte  | Ecolo  | 18. Juli 2019       |                   |
| zuständig für den Bildung, Kinderkrippen, Kultur, Behinderte, studentische Angelegenheiten, Tourismus und Schülertransport | Rudi Vervoort    | PS     | 18. Juli 2019       |                   |
| zuständig für den Soziales und Gesundheit                                                                                  | Alain Maron      | Ecolo  | 18. Juli 2019       |                   |
| zuständig für sozialer Zusammenhalt und Sport                                                                              | Nawal Ben Hamou  | PS     | 18. Juli 2019       |                   |
| zuständig für berufliche Weiterbildung und internationale Beziehungen                                                      | Bernard Clerfayt | DéFI   | 18. Juli 2019       |                   |

## Kollegium der flämischen Gemeinschaftskommission
Dem Kollegium der flämischen Gemeinschaftskommission gehören die flämischensprachigen Mitglieder der Regierung an.
| Funktion                                                                                | Name                | Partei   | Beginn der Amtszeit | Ende der Amtszeit |
| --------------------------------------------------------------------------------------- | ------------------- | -------- | ------------------- | ----------------- |
| Vorsitzender, zuständig für Haushalt, Wohlergehen, Gesundheit, Familie und Stadtpolitik | Elke Van den Brandt | Groen    | 18. Juli 2019       |                   |
| zuständig für Bildung und den Bau von Schulen                                           | Sven Gatz           | Open VLD | 18. Juli 2019       |                   |
| zuständig für Kultur, Jugend, Sport und Gemeindezentren                                 | Pascal Smet         | sp.a     | 18. Juli 2019       |                   |

## Kollegium der gemeinsamen Gemeinschaftskommission
Dem Kollegium der gemeinsamen Gemeinschaftskommission gehören der Ministerpräsident und die vier Minister an.
| Zuständigkeit                                                                            | Name                | Partei   | Beginn der Amtszeit | Ende der Amtszeit |
| ---------------------------------------------------------------------------------------- | ------------------- | -------- | ------------------- | ----------------- |
| Vorsitzender                                                                             | Rudi Vervoort       | PS       | 18. Juli 2019       |                   |
| zuständig für Soziales und Gesundheit                                                    | Alain Maron         | Ecolo    | 18. Juli 2019       |                   |
| zuständig für Soziales und Gesundheit                                                    | Elke Van den Brandt | Groen    | 18. Juli 2019       |                   |
| zuständig für Familienleistungen, Haushalt, den Öffentlichen Dienst und Außenbeziehungen | Bernard Clerfayt    | DéFI     | 18. Juli 2019       |                   |
| zuständig für Familienleistungen, Haushalt, den Öffentlichen Dienst und Außenbeziehungen | Sven Gatz           | Open VLD | 18. Juli 2019       |                   |